# 摇滚赛车
《摇滚赛车》是Silicon & Synapse（即现在的暴雪娱乐）开发的战斗竞速游戏，于1993年由Interplay在Mega Drive和超级任天堂系统发行。该游戏背景音乐包括器乐版本的几个重金属和摇滚歌曲。因为该游戏获得成功，2003年该游戏被移植到Game Boy Advance。